# Modo di articolazione
In fonetica articolatoria, il modo di articolazione è uno dei parametri che permettono di classificare i suoni del linguaggio (foni), e più precisamente le consonanti. Esso descrive il modo in cui gli organi dell'apparato fonatorio interagiscono per produrre un suono (fonazione), vale a dire in che modo le labbra, la lingua e le altre parti della bocca si posizionano per ostacolare l'aria nella sua fuoriuscita, producendo così il suono voluto.

## Descrizione
Questo è uno dei parametri in base al quale si definiscono le consonanti: l'altro, il luogo di articolazione, stabilisce quali organi partecipano alla produzione del suono, e quindi in quale luogo della bocca esso viene prodotto. Un ultimo parametro per la classificazione delle consonanti è invece l'attivazione o meno delle corde vocali, in base al quale il fono sarà rispettivamente sonoro o sordo, continue o non continue (ad es. nella cronologia dell'inglese).
Per ogni luogo di articolazione vi possono essere più modi di articolazione diversi, vale a dire più consonanti omorganiche. Ad esempio, i suoni [d] e [n] sono entrambi, dal punto di vista del luogo di articolazione, delle alveolari, ma riguardo al modo di articolazione [d] è una occlusiva e [n] una nasale.
Questo parametro, come d'altronde quello del luogo di articolazione, non è valido per le vocali in quanto nella loro produzione non viene opposto un ostacolo alla fuoriuscita dell'aria: esse si classificano solo in base alla posizione della lingua nella bocca.
Dal punto di vista del modo di articolazione, le consonanti si distinguono in primo luogo in:
- occlusive o plosive
- fricative o spiranti
- affricate
- nasali
- vibranti
- approssimanti

Nell'ambito delle consonanti polmonari, queste classi sono raccolte in ostruenti e sonoranti.
Le sei classi listate sono tuttavia diffuse anche fra le consonanti non polmonari; come le clic e le laterali.